# Анцубский завод
Анцубский (также Тряпицынский, Кукморский) медеплави́льный заво́д — небольшой металлургический завод в Среднем Прикамье, действовавший с 1728 по 1743 год.

## История
Завод был основан И. В. Тряпицыным и его сыном Д. И. Тряпицыным в 1728 (по другим данным — в 1730) году. В 1732 году вдова И. В. Тряпицына продала завод Г. М. Вяземскому и его сыну К. Г. Вяземскому С 1734 по 1735 год завод находился в собственности совместной компании Вяземских и симбирского купца Г. И. Глазова. 27 ноября 1735 года завод был за 1100 рублей куплен у Вяземских казанским купцом С. Е. Иноземцева (с 1736 года — казанский бургомистр). С 1738 года ¼ долей завода владел брат Семёна Еремеевича, Пётр Еремеевич.
Версии о географическом расположении завода в разных источниках отличаются. В. де Геннин в «Описании Уральских и Сибирских заводов» (1735) относил Анцубский завод к Вятской губернии, в книге Россия. Полное географическое описание нашего отечества также один (без указания названия) завод Тряпицыных отнесён к Вятской губернии. Есть версия о том, что Анцубский (Янцобинский) завод находился вблизи нынешней деревни Янцобино Кукморского района Татарстана, на левом притоке Нурминки. Эта версия подтверждается упоминанием о том, что Таишевский медеплавильный завод, расположенный на реке Таишевке, притоке Вятки, в 50 км к юго-востоку от Малмыжа, находился в 5 верстах от Анцубского завода. По другим данным, завод располагался в Пермской губернии в устье ручья Анцубского при впадении в Тулву к югу от Осы.
Оборудование завода состояло из 2 медеплавильных печей и 1 гармахерского горна), рудной обжигательной печи и вспомогательных цехов. Руда поставлялась с местных рудников: Анцубского (в 1 версте от завода), Зиновьевского (в 4 верстах), Каракаусского (в 25 верстах), Кетецкого (в 15 верстах), Кукморского (Богословского) (в 2 верстах). На заводе работали в основном вольнонаёмные работники.
Выплавка меди в 1728 году составила 100 пудов, 1730 году — 180, в 1833—34 годах завод простаивал, в 1735 году — 201, в 1737 году — 1047, в 1741 году — 1337, в 1742 году — 457, в 1743 году — 203 пудов. Завод производил штыковую медь, а также посуду и колокола. Продукция сбывалась на местных рынках. Заводское клеймо представляло собой совмещённые буквы «АН». В 1737 году партия меди была изготовлена по личному заказу В. Н. Татищева, а в 1740 году 500 пудов меди было отправлено на 110-пушечный корабль «Императрица Анна» Петербургского адмиралтейства.
Для обеспечения завода сырьём С. Е. Иноземцев пытался заполучить разрешение Берг-директориума на использование Иковских рудников, но получил отказ. Из-за полного истощения рудников Анцубский завод был остановлен 1 июля 1743 года, оборудование было перемещено на Таишевский завод, который начал работать 16 сентября того же года. За всё время на Анцубском заводе было выплавлено 6873 пудов (110 тонн) меди.